# Danthonidium gammiei
Genre
Espèce
Danthonidium gammiei  est une espèce de plantes monocotylédones de la famille des Poaceae, sous-famille des Danthonioideae, originaire d'Inde. C'est l'unique espèce du genre Danthonidium (genre monotypique).
Ce sont des plantes herbacées annuelles, cespiteuse, aux tiges pouvant atteindre 60 cm de haut, à inflorescence en racème.
Étymologiele nom générique « Danthonidium » dérive du nom d'un genre voisin, Danthonia, avec le suffixe -idium, diminutif ; l'épithète spécifique, gammiei, est un hommage au botaniste écossais, James Alexander Gammie (1839–1924).